# Ulrich Eichler
Ulrich Eichler (* 31. Januar 1952 in Halle (Saale)) ist ein deutscher Politiker (CDU) und war von 1991 bis 1995 und erneut von 1999 bis 2001 Mitglied im Abgeordnetenhaus von Berlin.
Ulrich Eichler schloss die erweiterte Oberschule 1970 mit dem Abitur ab. Nach einer Facharbeiterausbildung zum Elektromonteur absolvierte er ein Studium der Elektrotechnik an der Technischen Hochschule Ilmenau mit Abschluss als Diplom-Ingenieur. Bis 1982 war er in seinem Beruf tätig und schloss dann eine Fotografenausbildung an. Von 1986 bis 1990 leitete er ein Labor der Bauakademie.
Eichler trat 1984 in die Blockpartei CDU der DDR ein. Von 1995 bis 1999 gehörte er der Bezirksverordnetenversammlung Pankow an. Er wurde 1991 in das Abgeordnetenhaus gewählt und hatte dort zunächst bis 1995 ein Mandat inne, dann erneut von 1999 bis 2001.